# Исландская Википедия
Исла́ндская Википе́дия (исл. Wikipedia á íslensku) — раздел Википедии на исландском языке.
Исландская Википедия была создана 5 декабря 2003 года. На 19 марта 2025 года в данном разделе насчитывалось 59 902 статьи, что позволяет ему занимать 58-е место среди всех Википедий. Также в исландской Википедии зарегистрировано 103 912 участник, из них 176 совершили какое-либо действие за последние 30 дней, а 13 участников имеют статус администраторов. Общее число правок составляет 1 902 560.
Глубина раздела не слишком высока, и на текущий момент составляет 31,4 единиц.